# 出局 (板球)
在板球运动中，出局意味着击球手被迫离开赛场（即被取得三柱门）。

## 出局方式
击球手可以因许多方式出局，其中最常见的是被投杀（bowled）、被接杀（caught）、用触身出局（lbw）、被击杀（stumped）和被追杀（run out）。比较少见的是打门出局（hit wicket）、二击出局（hit the ball twice）、手球出局（handled the ball）、阻守出局（obstructing the field）和超时退场（timed out）。
投球手只能在击球手被投杀、触身出局、被接杀、被击杀和被追杀而出局的情况下记作取得三柱门的成绩。如果投球被判作废球（no ball），则击球手不能因任何上述原因而出局。但是击球手可以在任何投球的情况下因追杀、手球出局、二击出局、阻守出局或超时退场。

### 规则2.9(b)：退场
除受伤或不能比赛之外，任何击球手在未经裁判同意情况下离开赛场，他只能在对方队长同意之下在同一局继续比赛。如果他未能恢复此局，则将被记作“退场”出局（retired out）。
在对抗赛历史上只有两位球员，即Marvan Atapattu和Mahela Jayawardene，在2001年9月斯里兰卡对孟加拉的比赛中因此出局。

### 规则30：投杀
如果投球手投球击中三柱门并使横木掉落，则击球员（面对投球手的击球手）出局。所投之球可以直接击中门柱，或经击球手的球板或身体折射击中门柱。但如果球在击中门柱之前碰到守备员，则击球员不出局。

### 规则31：超时退场
前一位击球手出局，至新球员上场之间的间隔若超过三分钟，则该球员出局。如果出现极长的延误，裁判可以剥夺任意一方的比赛资格。此种取得三柱门的方式从未在对抗赛历史中出现过。

### 规则32：接杀
击球员使用球板击球之后，若球在场内落地之前被任何防守球员接到，则击球员出局。
“身后接杀”（caught behind）是指击球员被守门手接杀。

### 规则33：手球出局
如果击球员并非在守备员允许之下，将球还给投球手，而是以任何目的以手触球，则该击球员出局。
板球对抗赛历史上仅有七名球员因此出局（Russell Endean，Andrew Hilditch，Mohsin Khan，德斯蒙德·海恩斯，Graham Gooch，史蒂夫·沃和迈克尔·沃恩）。

### 规则34：二击出局
如果击球员击球两次，则出局；但第二次击球必须是真正的挥击（击球员可以使用球板二次触球使球停下，仅仅是用来阻止球击中门柱）。
没有任何击球手在板球对抗赛中因此出局。

### 规则35：打门出局
如果击球员的身体或球板将自己门柱上的横木碰落，则该击球员出局。
此规则不适用于击球员躲避守备员扔回三柱门的球，或避免被追杀时碰撞三柱门的情况。

### 规则36：触身出局
如果球击中击球手身体的任意部分（并非必须是腿），并且在裁判的判断下，如果击球手的身体没有阻挡住球，则球会击中他身后的门柱，那么该击球手出局。另外还有些细节问题需要考虑，如球的落地点，击球员是否有意以身体挡球或试图使用球板打出合法的一击，以及球击中击球手的位置与门柱线的关系。在任何情况下，如果球似乎并不会击中门柱，则击球员不应出局。

### 规则37：阻守出局
如果击球手以动作或话语阻碍防守队员，他将出局。但击球手允许站在防守队员之前阻挡其视野。他也可以站在防守者与门柱之间。此规则主要是防止击球手利用，如推搡，干扰防守队员。
历史上仅有一名球员在对抗赛中因“阻碍防守”而出局（英格兰队的勒恩·郝顿，1951年在伦敦椭圆球场对南非队，将球击离自己的门柱时阻碍南非人将其接杀）。

### 规则38：追杀
击球手在三柱门之间跑动（或比赛进行时离开区域线）时，若防守球员用球将任意柱门（set of stumps）上的横木移动，则该击球手（击球员或非击球员皆可）出局。离被移去横木的柱门最近的击球手如果不在安全区域，他将被判出局。如果击球手身体任意部分或他的球板（必须手持）接触区域线后的地面，那么他不能被截杀（除非两名击球手在区域线的同侧）；通常，击球手是否在横木被移去之前如此“触地”均是差之毫厘。

### 规则39：击杀
如果击球员向前迈出区域线击球，使得他的身体任何部分或球板都没有接触区域线之后的地面，而此时守门手用球将三柱门上的横木移去，则该击球员出局。击杀和追杀的区别是：捕手可以将击球迈步向前过头的击球手击杀；而任何防守球员，包括守门手都可以将因任何目的，如跑位中，离开安全区的击球手被追截杀出局。）